# اينار هانسن (لاعب كرة قدم)
اينار هانسن (بالإنجليزية: Einar Hansen)‏ (و. 1988  م) هو لاعب كرة قدم، من جزر فارو، يلعب كمُدَافِع.

## روابط خارجية
- اينار هانسن على موقع الاتحاد الدولي (مؤرشف)  (الإنجليزية)
- اينار هانسن على موقع الاتحاد الأوربي (الإنجليزية)
- اينار هانسن على موقع قاعدة بيانات كرة القدم.إي يو (الإنجليزية)
- اينار هانسن على موقع ناشيونال فوتبول تيمز (الإنجليزية)